# 18 (število)
18 (ósemnajst ali osemnájst) je naravno število, za katero velja 18 = 17 + 1 = 19 − 1.

## V matematiki
- drugo obilno število {\displaystyle \sigma ^{*}(18)=1+2+3+6+9=21>18}.
- tretje sedemkotniško število {\displaystyle 18=3(5\cdot 3-3)/2}.
- deseto sestavljeno število.
- deseto Ulamovo število {\displaystyle 18=2+16\,\!}.
- Harshadovo število.
- število različnih enostranskih pentomin.

## V znanosti
- vrstno število 18 ima argon (Ar).

## Drugo

### Leta
- 418 pr. n. št., 318 pr. n. št., 218 pr. n. št., 118 pr. n. št., 18 pr. n. št.
- 18, 118, 218, 318, 418, 518, 618, 718, 818, 918, 1018, 1118, 1218, 1318, 1418, 1518, 1618, 1718, 1818, 1918, 2018, 2118